# Pierre et Marie Curie (métro de Paris)
Pour les articles homonymes, voir Pierre et Marie Curie.
Pierre et Marie Curie est une station de la ligne 7 du métro de Paris, située sur la commune d'Ivry-sur-Seine.

## Situation
La station est implantée sous l'avenue Maurice-Thorez (D 156A) à Ivry, à hauteur de l'intersection avec la rue Pierre-et-Marie-Curie. Approximativement orientée selon un axe nord-ouest/sud-est, elle s'intercale entre les stations Porte d'Ivry et Mairie d'Ivry, cette dernière constituant le terminus de la branche jaune de la ligne.

## Histoire
La station est ouverte le 1er mai 1946 avec la mise en service du prolongement de la ligne 7 depuis Porte d'Ivry jusqu'à Mairie d'Ivry.
Elle doit sa dénomination initiale de Pierre Curie à sa proximité avec la rue éponyme, alors dénommée en hommage à Pierre Curie (1859-1906) physicien français, principalement connu pour ses travaux en radioactivité, en magnétisme et en piézoélectricité.
La desserte, alors assurée par l'ensemble des circulations de la ligne, ne l'est plus que par un train sur deux à compter de l'inauguration le 10 décembre 1982 d'une nouvelle antenne vers Le Kremlin-Bicêtre (actuelle branche vers Villejuif - Louis-Aragon), laquelle se détache de la ligne au-delà de la station Maison Blanche.
Dans le cadre du programme « Renouveau du métro » de la RATP, les couloirs de la station et l'éclairage des quais ont été rénovés le 31 janvier 2007, nécessitant leur fermeture au public. À l'occasion de sa réouverture, elle change de nom au profit de Pierre et Marie Curie, changement officialisé le 8 mars 2007 à l'occasion de la Journée internationale des femmes afin de rendre hommage à Marie Curie (1867-1934), physicienne et épouse de Pierre Curie.
La station devient alors la sixième du réseau à porter le nom d'une femme, après Barbès - Rochechouart (lignes 2 et 4), Madeleine (lignes 8, 12 et 14), Chardon-Lagache (ligne 10), Boucicaut (ligne 8) et Louise Michel (ligne 3). Suivent ensuite les stations Barbara (ligne 4) et Bagneux - Lucie Aubrac (ligne 4) ouvertes en 2022.
En 2019, 1 535 768 voyageurs sont entrés à cette station ce qui la place à la 277e position des stations de métro pour sa fréquentation sur 302. Parmi les stations extérieures à Paris, c'est la station la moins fréquentée du réseau,.
En 2020, avec la crise du Covid-19, 780 043 voyageurs sont entrés dans cette station, ce qui la place à la 269e position sur 304 des stations de métro pour sa fréquentation,.
En 2021, la fréquentation remonte progressivement, avec 1 100 552 voyageurs qui sont entrés dans cette station ce qui la place à la 276e position des stations de métro pour sa fréquentation sur 304,.

## Services aux voyageurs

### Accès
La station dispose de deux accès, chacun constitué d'un escalier fixe orné d'une balustrade et d'un candélabre de type Dervaux :
- l'accès 1 « Rue Pierre-et-Marie-Curie », débouchant sur le trottoir pair de cette rue au droit du no 66 de l'avenue Maurice-Thorez ;
- l'accès 2 « Avenue Maurice-Thorez » se trouvant face au no 117 de cette même avenue.

Accès à la station
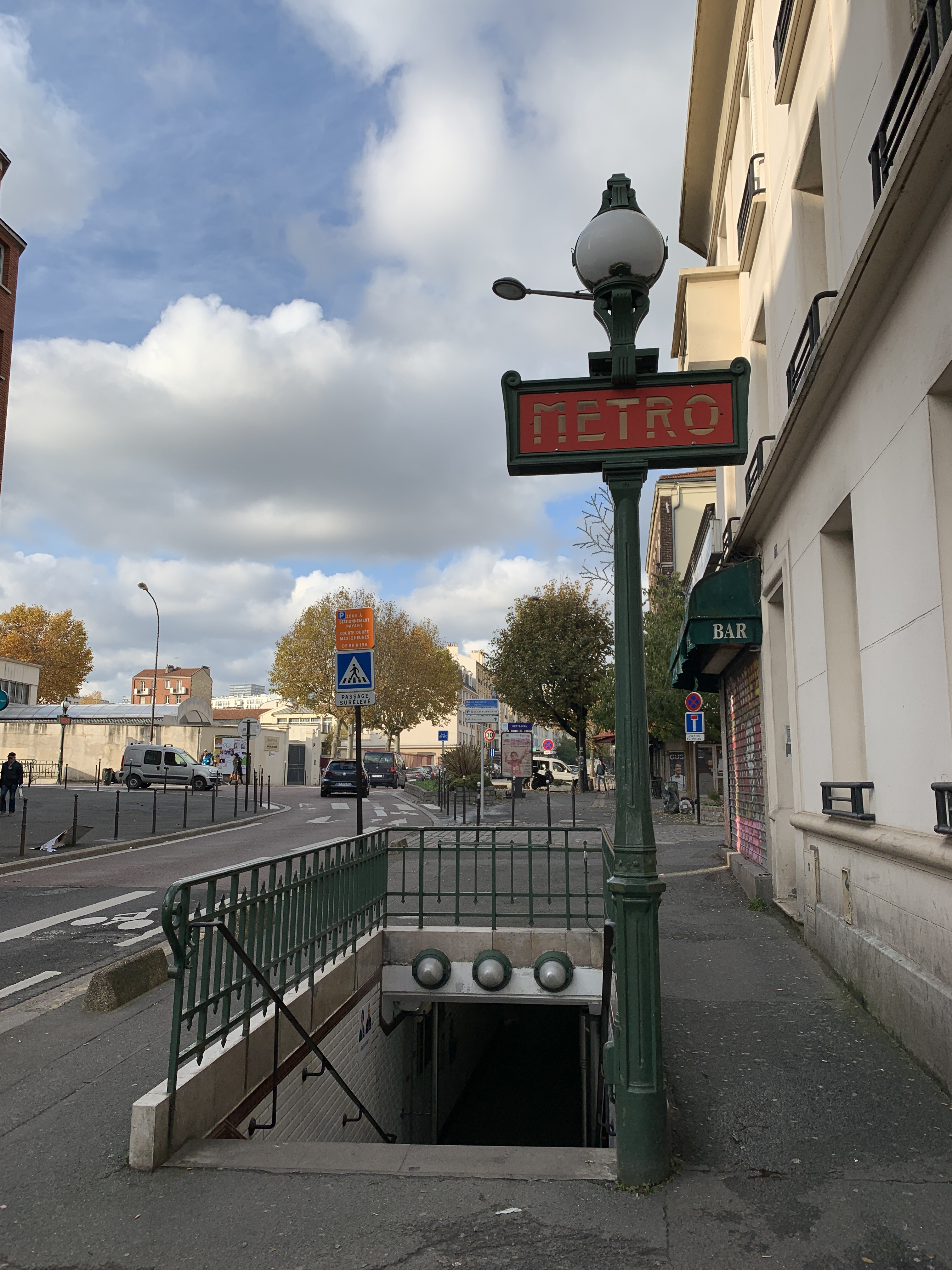
L'accès no 1 « Rue Pierre-et-Marie-Curie ».
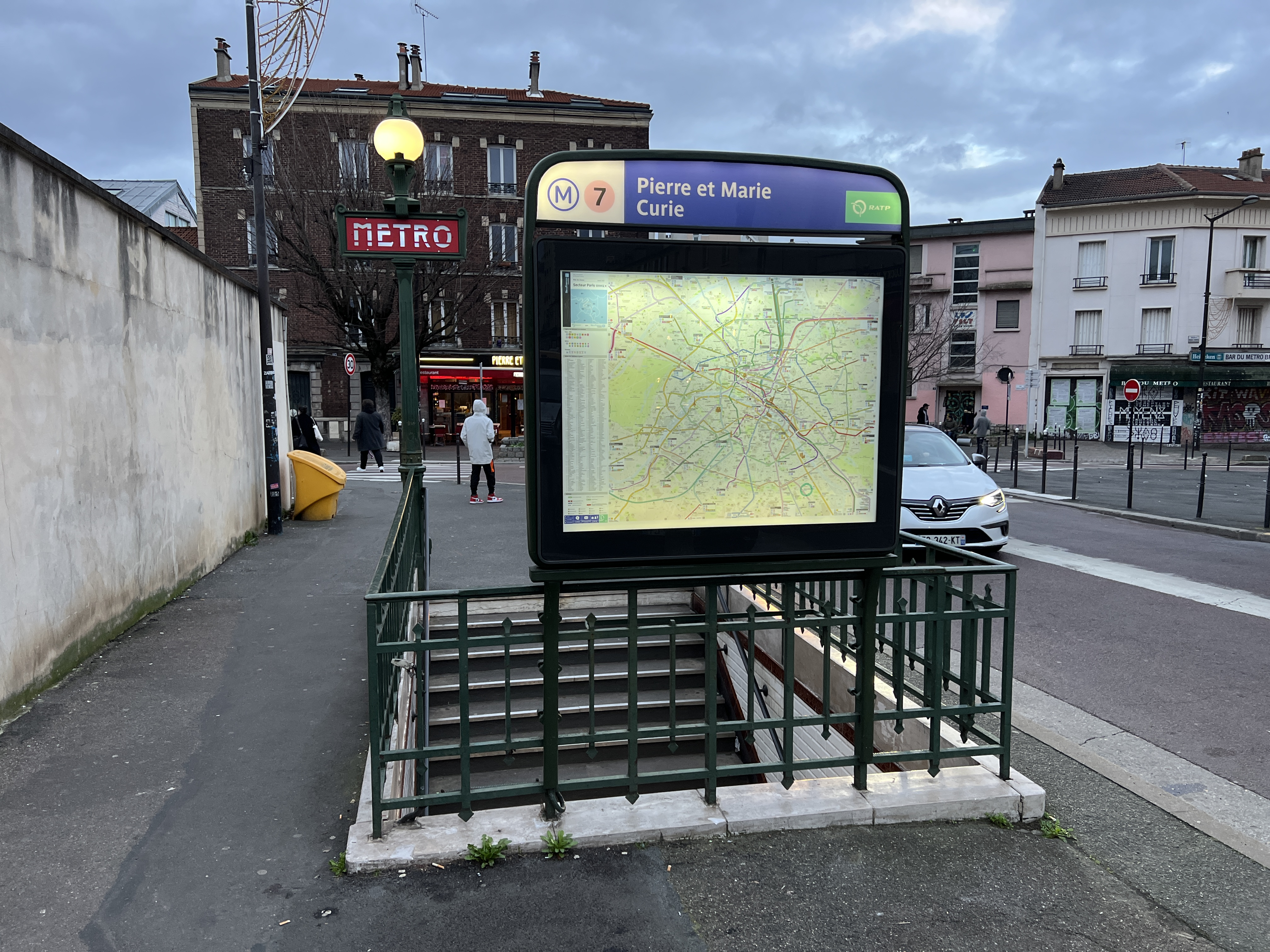
L'accès no 2 « Avenue Maurice-Thorez ».

.

### Quais
Pierre et Marie Curie est une station de configuration standard : elle possède deux quais séparés par les voies du métro et la voûte est elliptique. La décoration est du style utilisé pour la majorité des stations de métro : les bandeaux d'éclairage sont blancs et arrondis dans le style « Gaudin » du renouveau du métro des années 2000, et les carreaux en céramique blancs biseautés recouvrent les piédroits, la voûte et les tympans. Les cadres publicitaires, en faïence de motif simple et de couleur marron, sont surmontés de la lettre « M » (variante que l'on ne retrouve que dans 7 autres stations du réseau) et le nom de la station est également en faïence dans le style de la CMP d'origine. Les sièges de style « Motte » sont de couleur bleue.

### Intermodalité
La station est desservie par la ligne 323 du réseau de bus RATP.